# Woven Hand

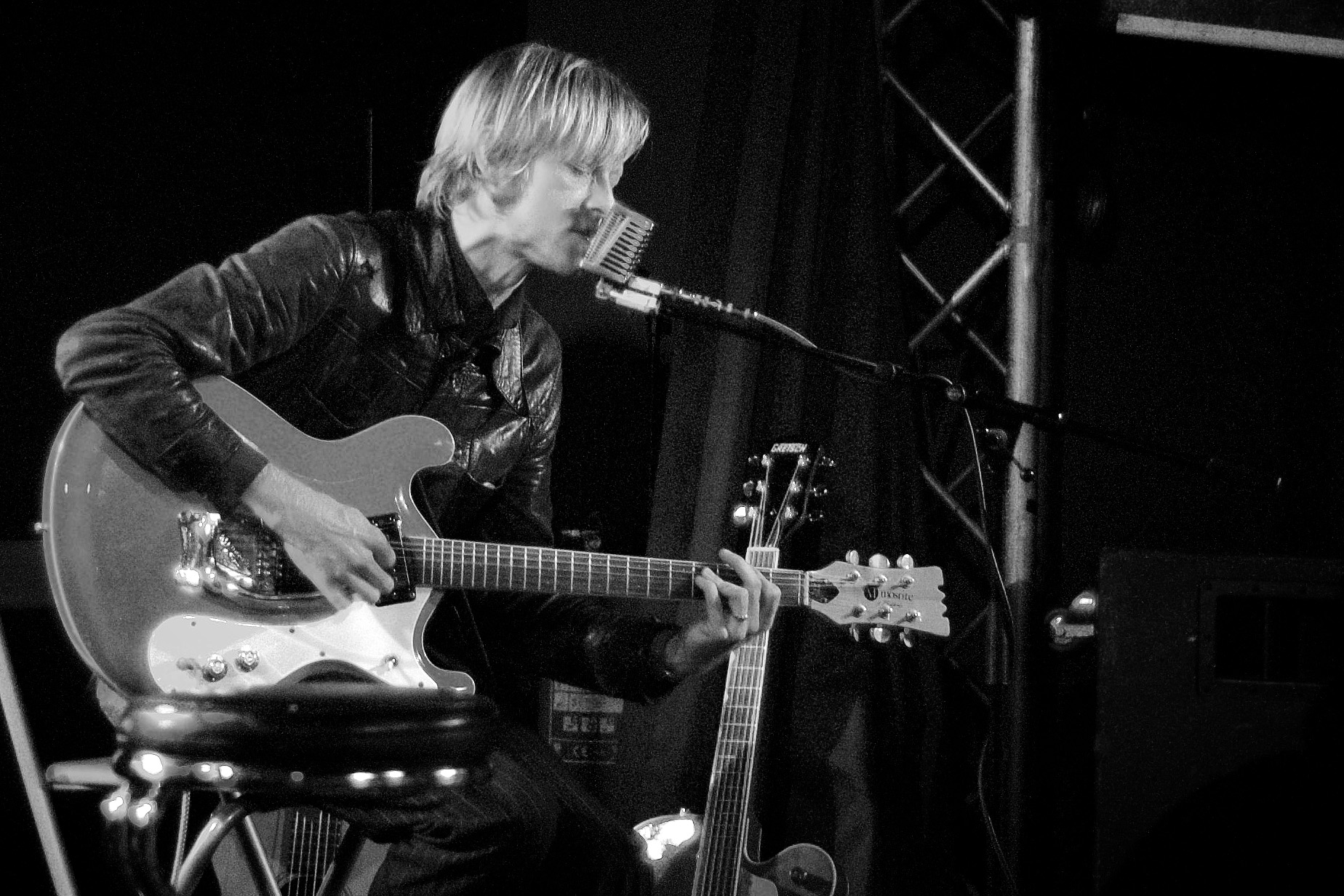
David Eugene Edwards of 16 Horsepower/Woven Hand performing solo at Debaser in Stockholm, Sweden.

Woven Hand é uma banda estadunidense, o projeto a solo do vocalista dos 16 Horsepower, David Eugene Edwards, formado em Denver, Colorado.

## Ao Vivo no espaço lusófono
David Eugene Edwards tocou em Portugal enquanto Woven Hand no Festival Paredes de Coura no Verão de 2005, num concerto que, previsto para um palco secundário, passou para o palco principal e viria a tornar-se inesquecível.

## Discografia
- Woven Hand (2002)
- Blush Music (2003)
- Blush (Original Score) (2003)
- Consider the Birds (2004)
- Mosaic (2006)
- Puur (2006)
- Ten Stones (2008)